# Ourcq (stacja metra)
Ourcq – stacja linii nr 5 metra  w Paryżu. Stacja znajduje się w 19. dzielnicy Paryża.  Została otwarta 21 marca 1947 r.